# Il sapore del delitto
Il sapore del delitto (The Amazing Dr. Clitterhouse) è un film del 1938 diretto da Anatole Litvak.

## Trama
Il dottor Clitterhouse è attratto dal funzionamento della mente criminale e ritiene che non ci sia metodo più efficace per comprenderla se non quello di osservarla da vicino, e diventando a propria volta un criminale. Si unisce così a un gruppo di ladri che intende rubare una cassaforte ma uno dei componenti della banda, poco convinto dall'ingresso del nuovo elemento, pensa di eliminarlo.